# Stawy Młyńskie (Sopot)
Stawy Młyńskie – dwa stawy w Polsce, na terenie Sopotu.

## Położenie i charakterystyka
Dwa stawy leżą w Sopocie, w pobliżu ulic Młyńskiej, Jana Jerzego Haffnera i Alei Niepodległości. Ta część miasta nazywana jest Dolnym Sopotem.
Łączna powierzchnia stawów wynosi 0,4100 ha. Według numerycznego modelu terenu udostępnionego przez Geoportal lustro wody większego ze zbiorników wodnych znajduje się na wysokości 17,7 m n.p.m. Leżą w zlewni bezpośredniej Morza Bałtyckiego o nazwie: Przymorze od Kamiennego Potoku do Pot. Oliwskiego. Identyfikatory MPHP to 1574469 i 1574472. Leżą na biegu Kamiennego Potoku.
Stawy są pozostałością po młynie papierniczym (niem. Muhle Steinfliess). Pierwsze wzmianki o młynie i stawie w tym miejscu pochodzą z 1650 roku. Zakład działał do 1907 roku. Oprócz zbiorników wodnych pozostałością po młynie jest kanał młyński, dom młynarza i budynek gospodarczy. Od 1908 roku nad większym ze stawów istniał drewniany pawilon o funkcji kawiarni wybudowany według projektu Feliksa Rakowskiego. W latach 30. XX w. działała tu gospoda „W starym młynie”. Po wojnie, w domu młynarza znajdowało się mieszkanie komunalne. Budynek ostatecznie zburzono i na jego miejscu wybudowano nowy obiekt w 2013 roku.
Stawy pełnią funkcje retencyjne. Ich maksymalna pojemność retencyjna to 3220 m³.